# Jaap van Meeuwen
Jacobus Willem (Jaap) van Meeuwen (Hoek, 22 september 1958) is een Nederlands beeldhouwer.

## Leven en werk
Van Meeuwen werd opgeleid bij Artibus in Utrecht en Academie Minerva in Groningen. Hij was een leerling van onder anderen Jentsje Popma, Gooitzen de Jong en Guus Hellegers. Van Meeuwen maakt mens- en dierfiguren in brons en staal, geïnspireerd door mythologie, psychologie en de natuur. Daarnaast geeft hij workshops beeldhouwen en tekenen. Sinds 1994 heeft hij een atelier en galerie in De Koppelpaarden, een voormalige herberg in Uithuizermeeden.

## Werken in de openbare ruimte (selectie)
- Draak (1995), Winschoten
- De Vier Heemskinderen (1995), Westbroek
- ...en Liudger deed Bernlef zien... (1998), Kerkstraat, Usquert
- Rondedans (1999), Wesepe
- Ridder Jan (2001), Uithuizermeeden
- Vis (2006), Uithuizermeeden
- Kedellapper (2011), Blink, Uithuizen
- Centaur, Oude Pekela

## Fotogalerij

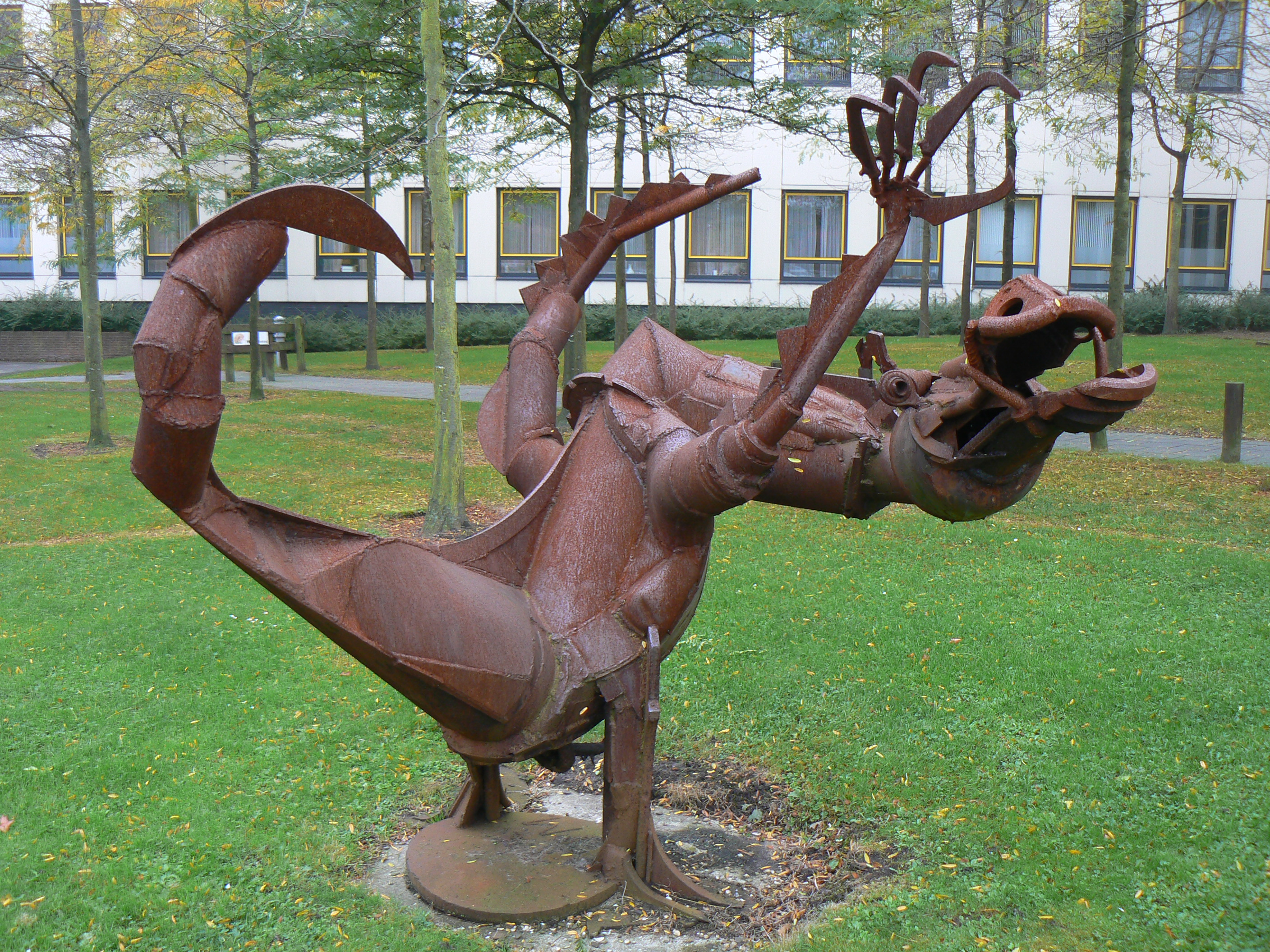
Draak
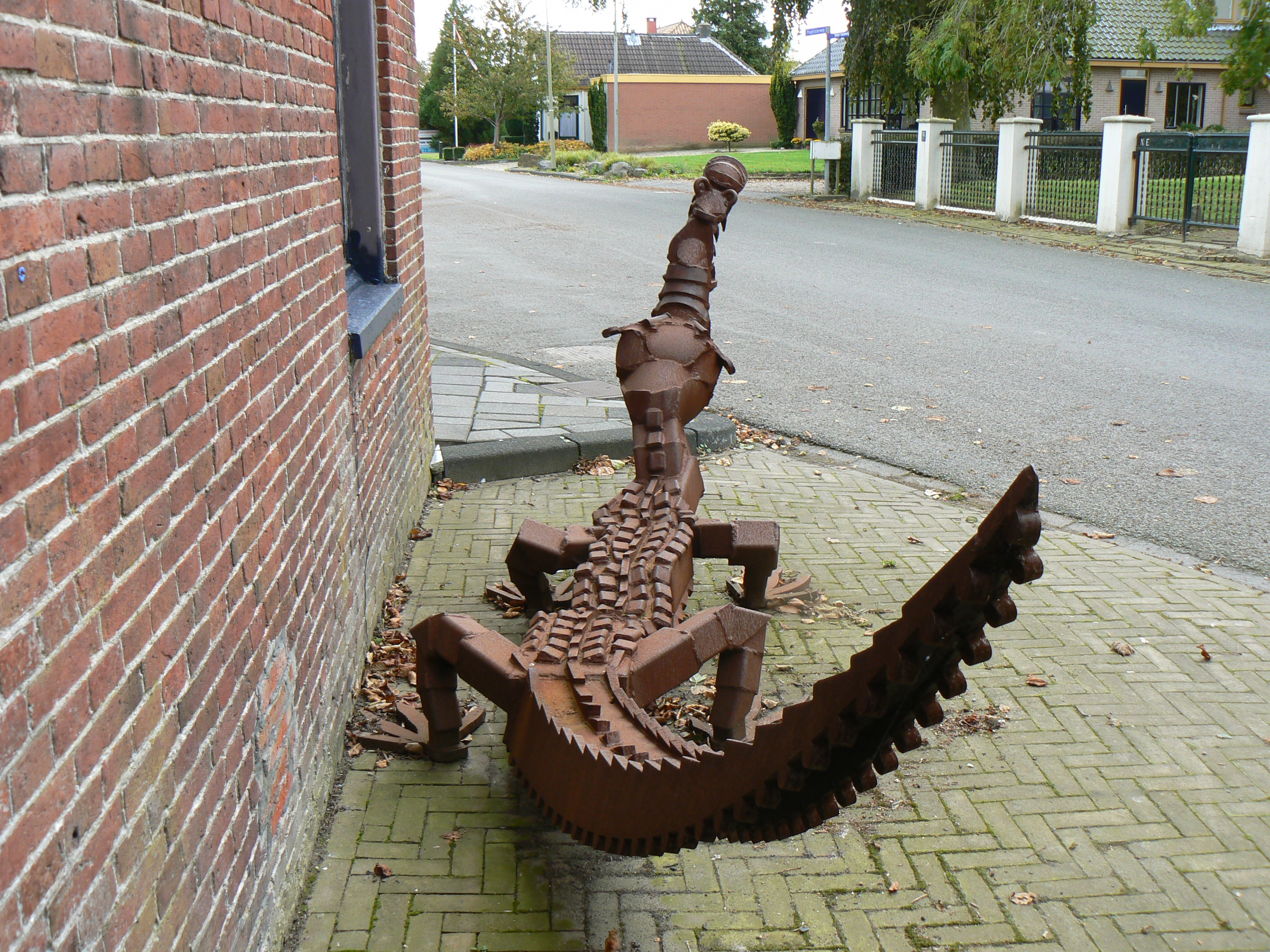
Krokodil
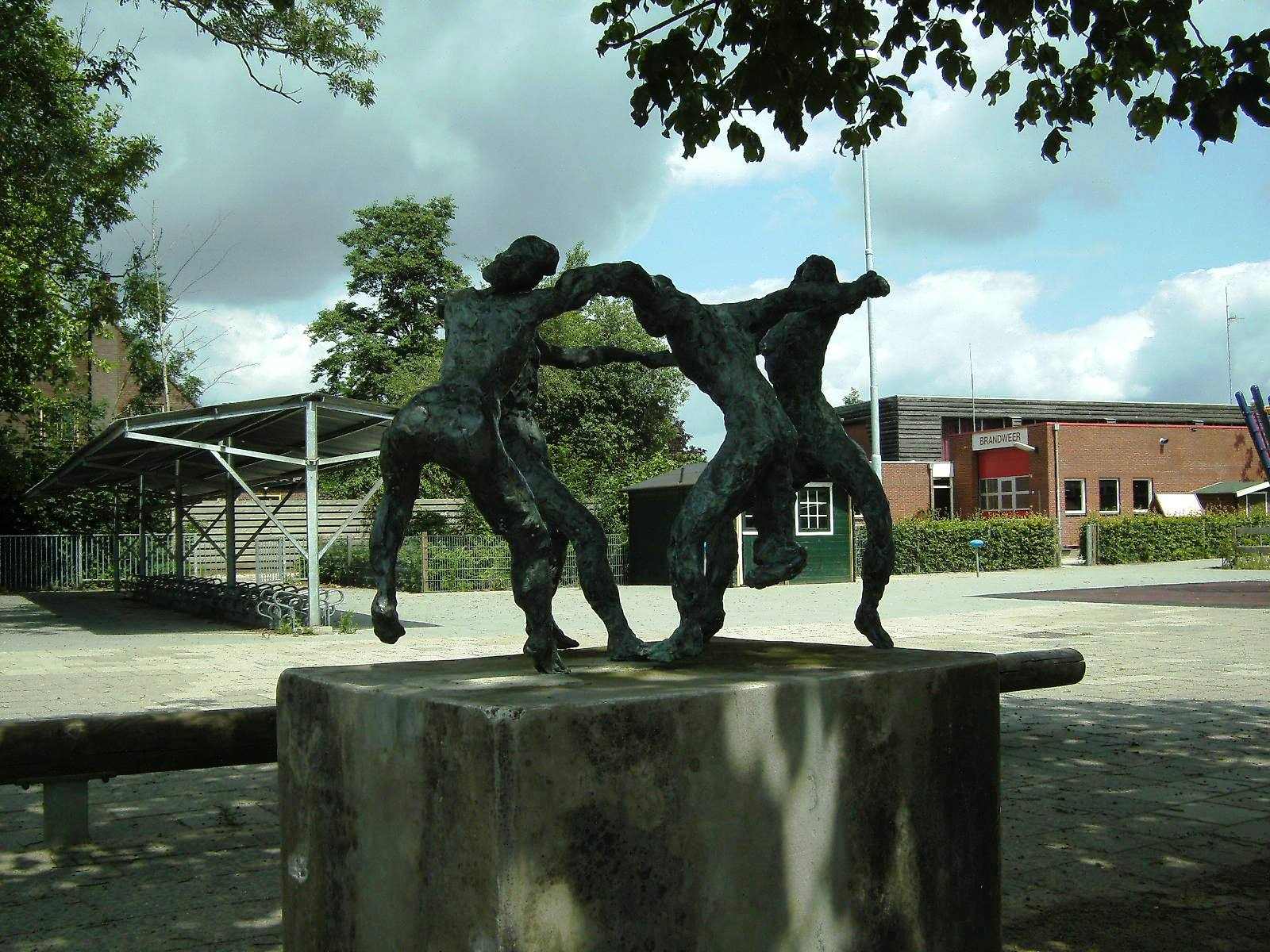
Rondedans